# Peter Viertel
Peter Viertel (Dresde, Alemania; 16 de noviembre de 1920 - Marbella, España; 4 de noviembre de 2007) fue un escritor y guionista estadounidense de origen judío alemán.

## Biografía
Nació en Dresde, Alemania, hijo de la escritora y actriz Salka Viertel y del escritor Berthold Viertel. En 1928 sus padres se mudaron a Santa Mónica, Estados Unidos, donde Viertel creció junto a sus hermanos Hans y Thomas. Su hogar fue el lugar de encuentro de la "intelectualidad" holliwoodense. Su madre, que mantenía una activa vida social, era amiga de Greta Garbo y Marlene Dietrich, y recibía en su casa a Thomas Mann y su esposa Katia, a Bertolt Brecht y a Bruno Frank, así como a Charlie Chaplin y su familia. Eso explica que Viertel estuviese tan identificado con la extraordinaria mezcla cultural que se producía entonces en el sur de California, donde -al igual que su propia familia- vivían tantos exiliados europeos.
Viertel se graduó del Dartmouth College en 1941. Se alistó en la armada de los Estados Unidos del Pacífico Sur para participar de la Segunda Guerra Mundial, pero luego de ser asignado a trabajos de oficina, solicitó y luego logró trabajar con la Oficina de Servicios Estratégicos (O.S.S.) como teniente segundo. Su alemán nativo lo usó en la Europa controlada por las fuerzas nazis. Años más tarde, Viertel escribiría junto a Irwin Shaw la obra titulada The Survivors (Los sobrevivientes), basada en las experiencias relacionadas con la guerra.
Viertel se hizo famoso principalmente por su novela titulada White Hunter Black Heart (Cazador blanco, corazón negro), que fue llevada al cine en 1990, dirigida y protagonizada por Clint Eastwood. Según su propia confesión, la novela es un relato del tiempo en que trabajó en el guion de La Reina de África, y el personaje principal, llamado John Wilson, está inspirado en la controvertida personalidad de su amigo el director cinematográfico John Huston.
Tuvo dos matrimonios. Su primera esposa fue Virginia Ray "Jigee" Schulberg, la exesposa del novelista y guionista Budd Schulberg, de quien ella tenía una hija, Vicky.
La relación de Jigee con Viertel tuvo un final abrupto con repetidos distanciamientos. Y, en una de esas vacilaciones, ella quedó embarazada y dio a luz a la única hija de la pareja, Christine, que nació cuando sus padres estaban separados. Viertel vivía ya en París con la modelo Simone Micheline Bodin, conocida como Bettina Grazziani.
La segunda esposa de Viertel fue la actriz Deborah Kerr. Se casaron en la localidad suiza de Klosters, el 23 de julio de 1960. Durante los años finales de la enfermedad de Deborah -afectada de Parkinson e internada en un centro médico en Suffolk-, él acudía a visitarla desde Marbella con muchísima asiduidad. Cuando murió ella, el 16 de octubre de 2007, Viertel, hospitalizado y aquejado por un linfoma de estómago, no pudo acompañarla en su última hora. Falleció en Marbella, España, diecinueve días después de la muerte de su mujer.
Se informó de que, antes de morir, había completado una novela acerca de sus experiencias en la O.S.S., además de un segundo volumen de sus memorias. Asimismo se encontraba en producción un documental del director Michael Scheingraber, titulado Peter Viertel - Between the Lines. El film estaba basado en más de 400 minutos de entrevistas grabadas.

## Películas
- Saboteur (1942)
- The Hard Way (1943)
- We Were Strangers (1949)
- Roughshod (1949)
- Decision Before Dawn (1951)
- La Reina de África (1951)
- Fiesta (1957)
- Les bijoutiers du clair de lune (1958)
- El viejo y el mar (1958)
- Le couteau dans la plaie (1962)
- White Hunter Black Heart (1990)

## Libros
- The Canyon (1940)
- Line of Departure (1947)
- White Hunter Black Heart (1953)
- Love Lies Bleeding (1964)
- Bicycle on the Beach (1971)
- American Skin (1984)
- Dangerous Friends: At Large with Huston and Hemingway in the Fifties (1992)
- Loser Deals (1995)